# Osiglia
Osiglia (en lígur i en piemontès: Oseria) és un comune (municipi) a la província de Savona, a la regió italiana de la Ligúria, situat uns 60 km a l'oest de Gènova i uns 25 km a l'oest de Savona. A 31 de desembre de 2017 la seva població era de 464 habitants.
Osiglia limita amb els següents municipis: Bormida, Calizzano, Millesimo, Murialdo, Pallare i Rialto.